# Patrick Schmidt (Fußballspieler, 1998)
Patrick Schmidt (* 22. Juli 1998) ist ein österreichischer Fußballspieler.

## Karriere

### Verein
Schmidt begann seine Karriere beim UFC St. Georgen. 2011 kam er in die Jugend des FC Admira Wacker Mödling. Bei der Admira durchlief er bis 2015 die Akademien. Im September 2015 spielte er erstmals für die Amateurmannschaft der Admira in der Regionalliga. In seiner ersten Saison konnte er in der Regionalliga in 23 Spielen sieben Tore erzielen.
Im Sommer 2016 rückte er in den Bundesligakader der Südstädter auf. Sein Debüt für die Profis gab er am 20. Juli 2016 – zwei Tage vor seinem 18. Geburtstag – im Rückspiel der zweiten Runde der Europa-League-Qualifikation gegen den PFK Kəpəz, als er in der 38. Minute für Dominik Starkl eingewechselt wurde. In der 76. Spielminute erzielte er den Treffer zum 2:0-Endstand.
Am 24. Juli 2016 gab er schließlich auch in der Bundesliga sein Debüt, als er am ersten Spieltag der Saison 2016/17 gegen die SV Mattersburg in Minute 86 für Dominik Starkl ins Spiel gebracht wurde.
Im August 2019 wechselte er nach England zum Zweitligisten FC Barnsley, bei dem er einen bis Juni 2023 laufenden Vertrag erhielt. In eineinhalb Jahren in Barnsley kam er zu 37 Einsätzen in der EFL Championship. Im Februar 2021 kehrte er leihweise nach Österreich zurück und schloss sich der SV Ried an. Bis zum Ende der Leihe kam er zu 10 Bundesligaeinsätzen für die Rieder, in denen er ein Tor machte. Zur Saison 2021/22 wurde er nach Dänemark an den Zweitligisten Esbjerg fB weiterverliehen. Für Esbjerg kam er zu 21 Einsätzen in der 1. Division, in denen er zweimal traf.
Zur Saison 2022/23 kehrte Schmidt nicht mehr nach England zurück, sondern wechselte fest zurück zur inzwischen nur noch zweitklassigen Admira, bei der er einen bis Juni 2024 laufenden Vertrag erhielt. Nach seinem Vertragsende verließ er die Admira nach der Saison 2023/24 und wechselte zum Ligakonkurrenten First Vienna FC.

### Nationalmannschaft
Schmidt spielte im November 2013 erstmals für eine österreichische Jugendnationalauswahl. Im August 2014 debütierte er für die U-17-Nationalmannschaft. Im Juni 2016 spielte er gegen Portugal erstmals für die U-18-Auswahl.
Im September 2016 kam er erstmals für die U-19-Mannschaft zum Einsatz. Im September 2017 debütierte er gegen Finnland für die U-21-Auswahl.

## Persönliches
Patrick Schmidt ist der Cousin des ehemaligen Nationalspielers Philipp Hosiner.